# Ванній
Ванній (д/н — після 50) — король квадів і маркоманів (відомі як Королівство Ваннія).

## Життєпис
Походив з квадського королівського роду. Ймовірно бувякимось родичем «короля» Тудра. Коли саме став правителем в своєму племені — невідомо (між 10 та 18 роками). Був союзником Римської імперії та супротивником Маробода, короля маркоманів. У 19 році за підтримки Вібілія, короля гермундурів, виступив проти Катуальди, короля маркоманів, що перед тим повалив Маробода. В результаті Катуальда зазнав поразки й утік до Римської імперії. Ймовірно, Ванній розділив землі маркоманів з Вібілієм.
Римський історик Тацит писав, що він був добре прийнятий маркоманами і протягом довгого часу залишався серед них надзвичайно популярним. Втім жага до влади з віком зробила з нього тирана. Втім напевне це були спроби централізувати державу, виходячи з досвіду Маробода і Армінія, після смерті або повалення яких значні германські державні утворення розпалися. Тому суворими заходами Ванній намагався перетворити свої володіння на справжню державу за типом Риму.
Водночас він постійно намагався розширювати володіння. Йому в цьому сприяли язиги, що поступили на службу до короля, надавши потужну кінноту. В результаті утворилася держава, відома як королівство Ваннія. Вона включала землі квадів, значну частину земель маркоманів, кельтських племен котінів і осінів, розташовуючись між річками Марсус і Курсус. У цій політиці Ванній стикнувся з інтересами племен гермундурів та лугіїв.
Посилення Ваннія, незважаючи на те, що той був вірним союзником, викликало занепокоєння Риму. Тому таємно римляни підтримали Вангіона і Сідона, небожів Ваннія. Останні за підтримки гермундурів (можливо, Вібілія) талугіїв влаштували повстання проти Ваннія. Король звернувся по допомогу до римлян, але імператор Клавдій відмовився надати йому військову допомогу і обмежився лише дружнім нейтралітетом. Ванній замкнувся в стінах своєї столиці, але оскільки язиги, що не звикли до облог, висловлювалися за відкриту битву, король виступив проти своїх супротивників. Втім загони Ваннія та язиги зазнали нищівної поразки. В результаті Ванній втік до Паннонії, де йому надав притулок тамтешній римський проконсул Публій Ателлій Хістера. Подальша доля Ваннія невідома. Владу над квадами перейняли Вангіон і Сідон, внаслідок чого королівство Ваннія швидко послабилося.